# Rageade
Rageade – miejscowość i gmina we Francji, w regionie Owernia-Rodan-Alpy, w departamencie Cantal.
Według danych na rok 1990 gminę zamieszkiwało 155 osób, a gęstość zaludnienia wynosiła 12 osób/km² (wśród 1310 gmin Owernii Rageade plasuje się na 692. miejscu pod względem liczby ludności, natomiast pod względem powierzchni na miejscu 699.).